# L'Agence Cupidon
L'Agence Cupidon (Cupid) est un téléfilm américain diffusé le 11 février 2012 sur Hallmark Channel et en France le 27 septembre 2012 sur M6.

## Synopsis
Eve est animatrice d'un talk show télévisé produit par son ami Rick. Carriériste, elle n'a jamais pris le temps de se construire une vie amoureuse et maintenant que son émission fait de mauvaises audiences, elle a peur de se retrouver sans rien. À l'approche de la Saint-Valentin, elle commence à déprimer. C'est alors qu'elle est entendue par Vernon Gart qui se fait passer pour un conseiller en amour. 

## Fiche technique
- Titre original : Cupid
- Réalisation : Ron Oliver
- Scénario : Judd Parkin
- Photographie :
- Pays : États-Unis
- Durée : 90 minutes

## Distribution
- Joely Fisher (VF : Ivana Coppola) : Eve Lovett
- Jamie Kennedy (VF : Damien Witecka) : Vernon Gart
- Roark Critchlow (VF : Jean-François Aupied) : Rick Dayton
- Brittany Ishibashi : Rita
- Christine Estabrook : Janice
- Adam Chambers (VF : Sébastien Boju) : Doug
- Kate Orsini : Maureen
- Katie Walder : Trina
- Rebecca McFarland : Nancy
- Jerry Hauck : Marv
- Adam Grimes : Ben
- Michael Ensign : Louis, chef de rang
- Sam McMurray : Harvey Mitford
- Gwen McGee : Madame Renata
- Rick Zieff : Antonio
- Brennan Elliott (VF : Marc Saez) : Vince Freeman
- Dorie Barton : Laura
- Christopher Halsted : David